# Parilly (metrostation)
Parilly is een metrostation aan lijn D van de metro van Lyon, in de Franse plaats Vénissieux, een voorstad van Lyon. Het station is geopend op 11 december 1992, als de uitbreiding van lijn D tussen Grange Blanche en Gare de Vénissieux in gebruik wordt genomen.
Het station is gelegen onder een snelwegknooppunt en bestaat uit twee zijperrons langs de sporen. In tegenstelling tot de meeste metrostations in Lyon, heeft dit station een vrij bijzonder ontwerp van de hand van architect Françoise-Hélène Jourda. In het midden is er een open ruimte met een glazen overkapping, waardoor er daglicht tot op de perrons valt. De rest van het station rust op oblieke betonnen palen, waardoor het geheel eruitziet als een crypte.
De Place Jules Grandclément, waar dit station onder ligt, ligt op de grens van het 8e arrondissement van Lyon en Parilly, een wijk van de voorstad Vénissieux. In de nabijheid liggen onder anderen de paardenrenbaan Parilly en de fabrieken van Renault Trucks.